# Charles Patrick Fitzgerald
Charles Patrick Fitzgerald (ismertebb nevén:  C. P. Fitzgerald; London, 1902. március 5. – Sydney, 1992. április 13.) brit–ausztrál sinológus, történész.

## Élete és munkássága
Fitzgerald először 21 éves korában járt Kínában, majd ezt követően mintegy 20 éven át élt és dolgozott ott. 1946-tól 1950-ig a British Council alkalmazásában állt. 1953-tól 11967-ig a canberrai Ausztrál Nemzeti Egyetem professzoraként tanított és oktatott.

## Főbb művei
- China, A Short Cultural History (1935)
- The Chinese View of Their Place in the World (1964)
- Empress Wu (1955)
- Communism takes China (1971)
- The Southern Expansion of the Chinese People (1972)
- China and South East Asia since 1945 (1973)
- Why China? (1985).

### Magyarul
- Az ősi Kína (Ancient China); ford. Pálvölgyi Endre; Helikon, Bp., 1989 (A múlt születése) ISBN 963 207 826 8